# K znamená Kennedy
„K“ znamená Kennedy (anglicky The Fourth K) je pátý román Maria Puza. Vypráví o skrytých skutečnostech atentátu na Johna Kennedyho.

## Příběh
Román začíná oslavou stých narozenin Oliphera Olifhanta a oslavou jeho narozenin v Růžové zahradě Bílého domu pořádané presidentem Spojených států Francisem Xavierem Kennedym (jména jsou lehce pozměněna). Pak je spáchán nepovedený atentát na papeže a události se dají do pohybu.
Román se oprostil od typického tématu Maria Puza (mafie) a rozjíždí pletichaření ve vysoké politice. Puzo tento román zamýšlel jako studii toho, co se dělo během atentátu, ale pak vytvořil brilantní politický thriller.

## Další linie příběhu
Druhá příběhová linie líčí příběh dvou vědců, kteří v dobré víře postaví atomovou pumu a s její pomocí vydírají vládu Spojených států, aby ukončila zbrojení. Třetí příběhovou linií je papež a jeho nejbližší.